# Празник на Италианската република
Празникът на Италианската република (на италиански: Festa della Repubblica Italiana) е италиански национален празник, създаден в чест на раждането на Италианската република. Чества се всяка година на 2 юни – датата на институционалния референдум от 1946 г. Денят на италианската република е един от италианските национални символи.
Церемонията на събитието, организирано в столицата на Италия Рим, включва полагането на лавров венец в знак на почит към Незнайния воин на Олтара на Републиката от Президента на Италианската република, както и военен парад по Виа дей Фори Империали.

## История

### Референдум от 1946 г.
На 2 и 3 юни 1946 г. в Италия се провежда институционален референдум, на който италианците са призовани да гласуват, за да решат каква държавна форма желаят да има страната им – монархия или република. Референдумът е свикан в края на Втората световна война, няколко години след падането на фашизма – диктаторският режим, подкрепян от италианското кралско семейство повече от 20 години.
- Умберто II Савойски, последният крал на Италия
- Бюлетина на институционалния референдум от 2 и 3 юни 1946 г.

Поддръжниците на републиката избират символа на Италия турита (Италия - кула) – националното олицетворение на Италия, за да бъде използван той в предизборната кампания и на бюлетината за референдума за институционалната форма на държавата, за разлика от герба на Савоя, който представлява монархията. Това предизвиква редица противоречия, като се има предвид, че иконографията на алегоричното олицетворение на Италия има и все още има универсално и обединяващо значение, което трябва да бъде общо за всички италианци, а не само за част от тях: това е последната появява в институционалното сфера на Италия турита.
Този институционален референдум е първото  гласуване чрез всеобщо избирателно право, проведено в Италия. Резултатът от народното допитване: 12 717 923 гласа за републиката и 10 719 284 за монархията (с процент съответно 54,3% и 45,7%), е обявен на 10 юни 1946 г. На 18 юни Касационният съд, след 85 години монархия, обявява раждането на Италианската република.
Кралят на Италия Умберто II Савойски, за да предотврати по-нататъшното разпространение на сблъсъците между монархисти и републиканци, започнали вече с кървави събития в различни италиански градове, на 13 юни решава да напусне Италия и да замине в изгнание в Португалия. От 1 януари 1948 г., с влизането в сила на Конституцията на Италианската република, на потомците му от мъжки пол е забранено да влизат в Италия; разпоредбата е отменена през 2002 г.
11 юни 1946 г. – първият ден на републиканска Италия, е обявен за официален празник. 

### Снимката - символ на празника
Снимката, впоследствие станала символ на тържествата по случай на резултата от референдума, изобразява лицето на млада жена, излизащо от копие на вестник „Нуово Кориере дела Сера“ от 6 юни 1946 г., със заглавие „Родена е Италианската република". Тя е дело на Федерико Пателани за седмичното списание „Темпо“ (№ 22, 15-22 юни 1946 г.) като част от фотографска служба, честваща републиката и новата роля на жените (гласуващи за първи път). Тя също е предложена на първата страница от самия вестник и по-късно е използвана повторно в много кампании и плакати. Оригиналът се съхранява в Музея на съвременната фотография в Чинизело Балсамо. Едва през 2016 г. жената е идентифицирана като Анна Иберти (1922-1997).

### Последващи чествания
Раждането на съвременната нация се чества на 2 юни и това е подобно на честването на 14 юли във Франция (годишнината от щурмуването на Бастилията) и на 4 юли в Съединените щати (годишнината от обявяването на независимостта от Великобритания). На 17 март пък се чества обединението на Италия и раждането на италианската държава в чест на провъзгласяването на Кралство Италия. Преди раждането на републиката националният празничен ден на Кралство Италия е бил Празникът на Албертиновия устав в първата неделя на юни. 
Първото честване на Деня на Италианската република е на 2 юни 1947 г., а през 1948 г. е проведен първият военен парад по Виа дей Фори Империали в Рим. 2 юни е окончателно обявен за национален празник през 1949 г. По този повод церемонията включва военен преглед на въоръжените сили в чест на републиката от президента на Италианската република  на Пиаца Венеция пред Олтара на Републиката. След полагането на лавров венец на паметника на Незнайния войник от президента на Италианската република Луиджи Ейнауди, знамената на въоръжените сили напускат формированието, тръгват по стъпалата на паметника и отдават почит на президента с поклон.
През 1949 г., с влизането на Италия в НАТО, се провеждат десет чествания едновременно в цялата страна: по този повод, за да се подчертае връзката между новородената република и мацинианството – течение на Рисорджименто, оглавявано от пламенният патриот и републиканец Джузепе Мацини, е открит възпоменателен паметник в негова чест на сегашния площад „Уго Ла Малфа“ в Рим, пред който се състои основното събитие на Празника на републиката.
През 1961 г. основното честване на Празника на републиката не се състои в Рим, а в Торино – първата столица на обединена Италия. Торино е столица на Италия от 1861 до 1865 г., следвана от Флоренция (1865-1871) и накрая от Рим, който е нейна столица от 1871 г. Всъщност през 1961 г. се чества и Стогодишнината от обединението на Италия (1861-1961). През 1963 г. манифестацията не е проведена на 2 юни поради папа Йоан XXIII, който е на смърно легло, и е отложена за 4 ноември едновременно с Деня на националното единство и въоръжените сили.
През 1965 г. в главното тържество в Рим участват и знамената на закритите военни части, участвали в Първата световна война; в тази година се отбелязва и 50-ата годишнина от влизането на Италия в Първата световна война. По-конкретно Италия официално започва военни операции през Първата световна война на 24 май 1915 г. с първия изстрел на оръдие от Форт Верена (Роана) в платото на Азиаго към австрийските крепости, разположени на Пиана ди Вецена: на първата пехота на Кралската армия, преминала границата, е посветен първият куплет на известната италианска патриотична песен La leggenda del Piave.
Поради сериозната икономическа криза, обхванала Италия през 70-те години на 20 век, с цел ограничаване на държавните и социалните разходи Денят на републиката е преместен със Закон № 11/20. 54 от 5 март 1977 г. в първата неделя на юни, с последващо премахване на 2 юни като официален празник, свързан с него. През 2001 г., по подтик на тогавашния президент на Италианската република Карло Адзелио Чампи – главен герой в началото на 21 век на по-генерално действие за подобряване на италианските национални символи, Денят на Италианската република изоставя статута си на подвижен празник, приемайки отново традиционната си дата 2 юни, който по този начин се завръща като пълноценен празник.
През 2018 г. в главната манифестация в Рим участват и знамената на действащите и закритите военни части, участвали в Първата световна война; всъщност тази година се отбелязва и 100-годишнината от победата на Италия над Австро-Унгария в Първата световна война, състояла се на 4 ноември 1918 г. 
През 2020 г. честването и речта на президента на републиката Серджо Матарела се провеждат в Кодоньо – общината в Северна Италия, където е регистрирано първото потвърдено огнище на пандемията от COVID-19 в Италия.

## Церемония
В деня преди празника (1 юни) в Двореца „Квиринал“ се провежда тържествената смяна на караула с почетната президентска гвардия на Полка на кирасирите и с парада на 4-ти Карабиниерски полк на кон в пълно бойно снаряжение. Този тържествен ритуал се извършва само в два други случая: по време на честванията на Празника на трикольора на 7 януари и на Деня на националното единство и на въоръжените сили на 4 ноември.
Официалната церемония по честването в Рим предвижда тържествено издигане на знамето на Олтара на Родината и почит към Незнайния войн с полагане на лавров венец от Президента на републиката в присъствието на висшите държавни служители – Председателят на Сената, Председателя на Камарата на депутатите, Председателят на Министерския съвет, Председателят на Конституционния съд, Министърът на отбраната и Началникът на отбраната. След изпълнението на Химна на Италия Фрече Триколори пресичат небето на Рим.

По-късно президентът на републиката отива до Виа ди Сан Грегорио с президентската Ланча Фламиния, ескортиран от патрул на Полка на кирасирите на мотоциклет, където заедно с Военния командир на столицата прави преглед на разположените отделения. След това той се премества на президентската трибуна на Виа дей Фори Империали, където присъства на парада заедно с висшите държавни служители. Войниците на парада отдават почит на Президента на републиката, като свеждат своите отличителните си знаци, докато минават пред президентската трибуна. Традиция е членовете на италианското правителство и председателите на двата клона на парламента да имат италианска трикольорна кокарда, закачена на якетата си по време на цялата церемония.
Церемонията завършва следобед с отварянето за обществеността на градините на Дворец „Куиринале“ – седалище на президентството на Италианската република, и с музикални изпълнения на групите на Италианската армия, Италианския флот, италианските Военновъздушни сили, Частта на карабиниерите, Държавната полиция, Финансовата полиция, Полицията по охрана на затворите и Държавното горско стопанство.
Официалните церемонии се провеждат по цялата територия на страната. Сред тях са традиционните приеми, организирани от всяка префектура за местните власти, предшествани от тържествени публични манифестации с по-малки военни паради, които се преглеждат от префекта в качеството му на висш държавен орган в провинцията. Подобни церемонии се организират и от италианските региони и общини.
По цял свят италианските посолства организират церемонии, на които са поканени държавните глави на страната-домакин. Най-добрите пожелания на останалите държавни глави достигат до президента на Италианската република от цял свят.

## Военен парад
Във военния парад участват всички италиански въоръжени сили, всички полицейски сили на републиката, Националната пожарна бригада, Гражданска защита и Италианският Червен кръст.
- Танк Фреча, 2 юни 2007 г.
- Отдели на Военновъздушните сили на Италия, 2 юни 2007 г.
- Ивеко Магирус Супер Драгон X8 на пожарникарите, 2 юни 2007 г.
- Берсалиери, 2 юни 2007 г.

### История
За първи път военният парад е включен в протокола на официалните тържества през 1950 г.
През 1976 г. той не се провежда поради катастрофалното земетресение във Фриули. Тогава военните части вместо на манифестация са изпратени да помагат на пострадалите.
През 1977 г. е решено традиционният военният парад да не се възобновява, за да не се натоварва с допълнителни разходи държавният бюджет. Това решение е потвърдено и през следващите години. На негово място на Пиаца Венеция в Рим е организирана манифестация, в която участват представители на италианските въоръжени сили.
Военният парад е включен отново в официалната церемония на главното честване в Рим през 1983 г.; на същата година между Авентин и Порта Сан Паоло е организиран Денят на републиката в първата неделя на юни, т.е. на 5 юни, в чест на Съпротивата срещу германската окупация на Рим по време на Втората световна война.  
През 1984 г., парадът се завръща на Виа дей Фори Империали, а през 1985 г. се провежда между Виа дей Черки и Термите на Каракала.  
През 1989 г. той отново е премахнат; на негово място е организирана историческа изложба на Пиаца „Сиена“ в Рим. До 1999 г. честването на Деня на републиката се свежда изключително до церемонията на Олтара на Републиката.
През 2000 г. парадът окончателно се завръща по инициатива на тогавашния президент на Италианската република Карло Адзелио Чампи. През 2004 г. той също така пожелава на парада да дефилира Корпусът на общинската полиция на Рим, представляващ всички местни полицейски сили на Италия и персонала на Гражданската защита.
От създаването си до първото си временно премахване военният парад може да разчита на участието на по-голям брой хора. След повторното му въвеждане работната сила е значително намалена и през 2006 г. наличието на сухопътни и въздушни превозни средства е силно ограничено поради бюджетни причини.
През 2011 г., по повод 150-годишнината от Обединението на Италия, дефилира и Трикольорът на Олиози. Историческият флаг, който дефилира на лафет, датира от Третата война за италианска независимост (1866 г.) и е героично спасен в Олиози, сега част от община Кастелнуово дел Гарда, от залавянето от страна на австрийските войски по време на битката при Кустоза.
През 2012 г. парадът на 2 юни е посветен на пострадалите от земетресението в Емилия. По този повод от много страни е поискана отмяната му. Поради уважение към жертвите той се провежда по намалена програма, без коне (Кирасирите дефилират пеша) и превозни средства, и без традиционното прелитане на Фрече Триколори.
Тези намаления са потвърдени през 2013 г. в разгара на голямата рецесия; освен това тогавашният президент на републиката Джорджо Наполитано преустановява тържествения прием от съображения за икономии и солидарност с бедните и по-слабо заможните.
Фрече Триколори и Кирасирите на кон се завръщат през 2014 г., а приемът е възстановен от президента на републиката Серджо Матарела от 2015 г. нататък.
Във военния парад участват и някои военни делегации от ООН, НАТО, Европейския съюз и представители на многонационални ведомства с италиански компонент.
През 2018 г. за първи път парашутист от италианската армия каца пред президентската трибуна, след като прелетява през Виа дей Фори Империали, разгръщайки в полет трикольор от 400 m². 
През 2020 и 2021 г. военният парад не се провежда поради пандемията от COVID-19. Той е възобновен през 2022 г.

### Теми
Военният парад всяка година има различна тема:
- 2003 г., 57-а годишнина: „Въоръжените сили в международната система за сигурност за мирен и демократичен напредък на народите“
- 2004 г., 58-а годишнина  „Въоръжените сили за Отечеството“
- 2010 г., 64-та годишнина: „Републиката и нейните въоръжени сили участват в мироопазващи мисии“
- 2011 г., 65-та годишнина: „150-годишнина от Обединението на Италия“
- 2012 г., 66-а годишнина: парадът е посветен на жертвите на земетресението в Емилия
- 2013 г., 67-а годишнина: парадът е посветен на „социалния въпрос“ на семействата и предприятията в затруднение
- 2014 г., 68-а годишнина: парадът е посветен на началото на италианското председателство на Европейския съвет
- 2015 г., 69-а годишнина: парадът е посветен на стогодишнината от Първата световна война
- 2016 г., 70-та годишнина: парадът е посветен на 70-годишнината от рождението на Италианската република
- 2019 г., 73-та годишнина: „Социално включване“.
- 2022 г., 76-а годишнина: „Заедно за защита на мира“
- 2023 г., 77-а годишнина: „Италианци: наследство от ценности за Републиката“
- 2024 г., 78-а годишнина: „В служба на Държавата“